# Marin Ljubičić (calciatore 2002)
Marin Ljubičić (Spalato, 28 febbraio 2002) è un calciatore croato, attaccante dell'Union Berlino.

## Carriera

### Club

#### Hajduk Spalato
Cresciuto nel settore giovanile dell'Hajduk Spalato, il 21 novembre 2020 fa il suo debutto con l'Hajduk Spalato II subentrando al posto di Leon Kreković nel match di 2.HNL perso contro il Dugopolje (1-0). Il 2 marzo 2021 debutta con la prima squadra subentrando al posto di Umut Nayir in occasione dell'ottavo di finale di Coppa di Croazia vinto contro il NK Zagabria (0-3). Il 20 marzo seguente arriva anche il suo debutto in campionato dove segna il gol del definitivo 1-0 contro il Sebenico. Nove giorni dopo firma un contratto che lo lega al club spalatino fino al 2026.
Chiude la stagione inaugurale con la prima squadra con 1 rete ed 1 assist in 8 partite disputate, mentre con la sezione U-19 vince il campionato di categoria da capocannoniere della competizione con ben 25 reti messe a segno.
Il 22 luglio fa il suo debutto in una competizione UEFA, mette a referto entrambe le reti in occasione del secondo turno di andata dei preliminari di Conference League ai danni del Tobyl (2-0).
Il 21 settembre seguente trova la prima rete personale in Coppa di Croazia, su assist di Ivan Ćalušić segna di testa la rete del definitivo 1-2 in casa del Primorac Biograd.
Un mese dopo, sempre in Coppa di Croazia, mette a referto una doppietta in occasione dell'ottavo di finale in casa del Belišće (1-5).

#### LASK
Il 28 giugno 2022 si accasa al LASK con la formula del prestito annuale con l'opzione del diritto di riscatto. 
Il 16 luglio fa il suo debutto con i Schwarz-Weißen, parte da titolare nel primo turno di Coppa d'Austria dove mette a referto una tripletta contro il Schwaz (1-9). Una settimana più tardi fa il suo debutto in campionato trovando gol ed assist contro l'Austria Klagenfurt (3-1).
Il 6 agosto cala il poker nel match di campionato vinto contro il Wolfsberger (1-5). Il 23 dicembre seguente viene riscattato dal club austriaco con il quale firma un contratto valido fino al 2027.
Union Berlino
Il 2 febbraio 2025 viene ufficializzato il suo passaggio ai tedeschi dell'Union Berlino.

### Nazionale
Il 2 settembre 2021 fa il suo debutto con la Croazia U-21 subentrando al posto di Roko Šimić nella partita vinta 2-0 ai danni dell'Azerbaigian.
Cinque giorni dopo trova la prima marcatura con i Mladi Vatreni siglando la rete per il definitivo 0-2 in casa della Finlandia.

## Statistiche

### Cronologia presenze e reti in nazionale
| Cronologia completa delle presenze e delle reti in nazionale ― Croazia under 21 | Cronologia completa delle presenze e delle reti in nazionale ― Croazia under 21 | Cronologia completa delle presenze e delle reti in nazionale ― Croazia under 21 | Cronologia completa delle presenze e delle reti in nazionale ― Croazia under 21 | Cronologia completa delle presenze e delle reti in nazionale ― Croazia under 21 | Cronologia completa delle presenze e delle reti in nazionale ― Croazia under 21 | Cronologia completa delle presenze e delle reti in nazionale ― Croazia under 21 | Cronologia completa delle presenze e delle reti in nazionale ― Croazia under 21 |
| Data                                                                            | Città                                                                           | In casa                                                                         | Risultato                                                                       | Ospiti                                                                          | Competizione                                                                    | Reti                                                                            | Note                                                                            |
| ------------------------------------------------------------------------------- | ------------------------------------------------------------------------------- | ------------------------------------------------------------------------------- | ------------------------------------------------------------------------------- | ------------------------------------------------------------------------------- | ------------------------------------------------------------------------------- | ------------------------------------------------------------------------------- | ------------------------------------------------------------------------------- |
| 2-9-2021                                                                        | Velika Gorica                                                                   | Croazia under 21                                                                | 2 – 0                                                                           | Azerbaigian under 21                                                            | Qual. Europeo Under-21 2023                                                     | -                                                                               | 69’                                                                             |
| 7-9-2021                                                                        | Oulu                                                                            | Finlandia under 21                                                              | 0 – 2                                                                           | Croazia under 21                                                                | Qual. Europeo Under-21 2023                                                     | 1                                                                               | 62’                                                                             |
| 8-10-2021                                                                       | Varaždin                                                                        | Croazia under 21                                                                | 3 – 2                                                                           | Norvegia under 21                                                               | Qual. Europeo Under-21 2023                                                     | -                                                                               | 90+2’                                                                           |
| 12-10-2021                                                                      | Sumqayıt                                                                        | Azerbaigian under 21                                                            | 1 – 5                                                                           | Croazia under 21                                                                | Qual. Europeo Under-21 2023                                                     | -                                                                               | 82’                                                                             |
| 16-11-2021                                                                      | Ried im Innkreis                                                                | Austria under 21                                                                | 1 – 3                                                                           | Croazia under 21                                                                | Qual. Europeo Under-21 2023                                                     | -                                                                               | 90+2’                                                                           |
| 17-11-2022                                                                      | Pola                                                                            | Croazia under 21                                                                | 3 – 1                                                                           | Polonia under 21                                                                | Amichevole                                                                      | 1                                                                               | 61’                                                                             |
| 21-11-2022                                                                      | Pola                                                                            | Croazia under 21                                                                | 1 – 1                                                                           | Austria under 21                                                                | Amichevole                                                                      | -                                                                               | 62’                                                                             |
| 12-9-2023                                                                       | Klaksvík                                                                        | Fær Øer under 21                                                                | 2 – 4                                                                           | Croazia under 21                                                                | Qual. Europeo Under-21 2025                                                     | 1                                                                               | 81’                                                                             |
| 13-10-2023                                                                      | Tripoli                                                                         | Grecia under 21                                                                 | 2 – 2                                                                           | Croazia under 21                                                                | Qual. Europeo Under-21 2025                                                     | 1                                                                               | 64’ 73’ 86’                                                                     |
| 20-11-2023                                                                      | Armavir                                                                         | Bielorussia under 21                                                            | 0 – 1                                                                           | Croazia under 21                                                                | Qual. Europeo Under-21 2025                                                     | 1                                                                               | 90’                                                                             |
| 21-3-2024                                                                       | Andorra la Vella                                                                | Andorra under 21                                                                | 0 – 3                                                                           | Croazia under 21                                                                | Qual. Europeo Under-21 2025                                                     | 1                                                                               | 82’                                                                             |
| 26-3-2024                                                                       | Faro                                                                            | Portogallo under 21                                                             | 5 – 1                                                                           | Croazia under 21                                                                | Qual. Europeo Under-21 2025                                                     | 1                                                                               | 70’                                                                             |
| 7-6-2024                                                                        | Vrbovec                                                                         | Croazia under 21                                                                | 2 – 3                                                                           | Irlanda under 21                                                                | Amichevole                                                                      | -                                                                               | cap. 60’                                                                        |
| 11-6-2024                                                                       | Zagabria                                                                        | Croazia under 21                                                                | 2 – 5                                                                           | Svezia under 21                                                                 | Amichevole                                                                      | -                                                                               | 46’                                                                             |
| 5-9-2024                                                                        | Zagabria                                                                        | Croazia under 21                                                                | 2 – 1                                                                           | Fær Øer under 21                                                                | Qual. Europeo Under-21 2025                                                     | 1                                                                               | 59’                                                                             |
| 10-9-2024                                                                       | Karlovac                                                                        | Croazia under 21                                                                | 0 – 2                                                                           | Portogallo under 21                                                             | Qual. Europeo Under-21 2025                                                     | -                                                                               | 58’                                                                             |
| 11-10-2024                                                                      | Koprivnica                                                                      | Croazia under 21                                                                | 2 – 0                                                                           | Andorra under 21                                                                | Qual. Europeo Under-21 2025                                                     | -                                                                               | 46’                                                                             |
| Totale                                                                          |                                                                                 | Presenze                                                                        | 17                                                                              |                                                                                 | Reti                                                                            | 8                                                                               |                                                                                 |

| Cronologia completa delle presenze e delle reti in nazionale ― Croazia under 20 | Cronologia completa delle presenze e delle reti in nazionale ― Croazia under 20 | Cronologia completa delle presenze e delle reti in nazionale ― Croazia under 20 | Cronologia completa delle presenze e delle reti in nazionale ― Croazia under 20 | Cronologia completa delle presenze e delle reti in nazionale ― Croazia under 20 | Cronologia completa delle presenze e delle reti in nazionale ― Croazia under 20 | Cronologia completa delle presenze e delle reti in nazionale ― Croazia under 20 | Cronologia completa delle presenze e delle reti in nazionale ― Croazia under 20 |
| Data                                                                            | Città                                                                           | In casa                                                                         | Risultato                                                                       | Ospiti                                                                          | Competizione                                                                    | Reti                                                                            | Note                                                                            |
| ------------------------------------------------------------------------------- | ------------------------------------------------------------------------------- | ------------------------------------------------------------------------------- | ------------------------------------------------------------------------------- | ------------------------------------------------------------------------------- | ------------------------------------------------------------------------------- | ------------------------------------------------------------------------------- | ------------------------------------------------------------------------------- |
| 1-6-2022                                                                        | Brno                                                                            | Rep. Ceca under 20                                                              | 3 – 0                                                                           | Croazia under 20                                                                | Amichevole                                                                      | -                                                                               |                                                                                 |
| Totale                                                                          |                                                                                 | Presenze                                                                        | 1                                                                               |                                                                                 | Reti                                                                            | 0                                                                               |                                                                                 |

## Palmarès

### Club

#### Competizioni giovanili
- Juniorsko prvenstvo Hrvatske u nogometu: 1

Hajduk Spalato: 2020-2021

#### Competizioni nazionali
- Coppa di Croazia: 1

Hajduk Spalato: 2021-2022